# 周彧
周彧（?—?），明朝顺天府昌平县人（治今北京市昌平区），明宪宗的舅舅，孝肃皇太后的弟弟。 
成化年间，官至左府都督同知。成化二十一年（1485年）封长宁伯。弘治年间，外戚经营私利，他和寿宁侯张鹤龄聚众斗殴，惊动朝廷。弘治九年（1496年）九月，尚书屠滽上书明孝宗，请求皇帝戒谕，各修旧好。所开店肆，全部停止。弘治十八年（1505年）周彧为太保。求为侯爵，皇帝不许。明武宗即位，擢升其子周瑭等六人为锦衣官，不久卒，子孙袭职。